# Boulant de Norwich
Le boulant de Norwich est une race de pigeon domestique développée après de longues sélections, dont le lointain ancêtre est le Columba livia. Cette race est issue d'un boulant néerlandais ; elle est donc d'origine flamande et elle a ensuite été sélectionnée dans la région de Norwich en Angleterre. Elle se caractérise par son goitre gonflé d'air et son port très droit ; elle fait partie de la catégorie des grands boulants et de la sous-catégorie à pattes moyennes.